# Ніколаєвський (Бурятія)
Ніколаєвський (рос. Николаевский) — селище Тарбагатайського району, Бурятії Росії. Входить до складу Сільського поселення Заводське.
Населення — 1295 осіб (2015 рік).